# Lebet
Lebet (cyr. Лебет) – wieś w Serbii, w okręgu pczyńskim, w gminie Vladičin Han. W 2011 roku liczyła 63 mieszkańców.